# Bomborokuy
Bomborokui  hoặc Bomborokuy  là một tổng tại tỉnh Kossi ở phía tây Burkina Faso. Thủ phủ là thị xã Bomborokui. Theo điều tra dân số năm 1996, tổng này có tổng dân số 13.298 người .

## Các thị xã và làng xã
- Bomborokuy (thị xã)	(3 837 dân) (thủ phủ)
- Banakoro	(996 dân)
- Bogo	(374 dân)
- Danekuy	(415 dân)
- Gombèlé	(765 dân)
- Komonkuy	(528 dân)
- Mariasso	(431 dân)
- Sadigan	(481 dân)
- Sako	(406 dân)
- Tirakuy	(845 dân)
- Yabana	(221 dân)
- Yallo	(735 dân)
- Yevedougou	(1 154 dân)
- Borekuy	(992 dân)
- Niankouini	(638 dân)
- Souankuy	(480 dân)